# پرستاری زایمان و نوزاد
مجله پرستاری زایمان و نوزاد (به انگلیسی: Journal of Perinatal & Neonatal Nursing) مجلهٔ همترای نقد پرستاری است که از سال ۱۹۸۷، در هر سه‌ماه یک شماره در زمینهٔ پرستاری زایمان و پرستاری نوزاد منتشر می‌شود. این مجله به مجله صورتی (Pink Journal) نیز شناخته می‌شود. این مجله بوسیله پایگاه داده‌های سی‌آی‌ان‌ای‌اچ‌ال (CINAHL) اندکس می‌شود.